# Nixa, Missouri
Nixa, Missouri (енгл. Nixa) град је у америчкој савезној држави Мисури.

## Демографија
По попису из 2010. године број становника је 19.022, што је 6.898 (56,9%) становника више него 2000. године.
| Група             | 2000.          | 2010.          |
| Белци             | 11.697 (96,5%) | 17.625 (92,7%) |
| Афроамериканци    | 56 (0,5%)      | 175 (0,9%)     |
| Азијати           | 52 (0,4%)      | 156 (0,8%)     |
| Хиспаноамериканци | 153 (1,3%)     | 595 (3,1%)     |
| Укупно            | 12.124         | 19.022         |